# Dendrocoelopsis beauchampi
Dendrocoelopsis beauchampi is een platworm (Platyhelminthes). De worm is tweeslachtig. De soort leeft in of nabij zoet water en is bekend uit het zuiden van Frankrijk.
Het geslacht Dendrocoelopsis, waarin de platworm wordt geplaatst, wordt tot de familie Dendrocoelidae gerekend. De wetenschappelijke naam van de soort werd, als Amyadenium beauchampi, voor het eerst geldig gepubliceerd in 1969 door Gourbault.